# Saipem 7000
Le PCV Saipem 7000 (Pipelay Crane Vessel)  est le troisième plus grand navire-grue semi-submersible au monde, après le SSCV  Sleipnir et le SSCV  Thialf de la société néerlandaise Heerema Marine Contractors. Il appartient au plus grand fournisseur de services offshore italien Saipem, ancienne filiale de la société énergétique Eni. Ce navire poseur de canalisations autopropulsé à positionnement dynamique qui a été construit entre 1985 et 1987 par le chantier naval italien Fincantieri de Monfalcone, navigue sous le pavillon de complaisance des Bahamas, enregistré au port de Nassau.

## Construction
Le navire a été conçu par Gusto Engineering en 1984 et a été construit entre 1985 et 1987 par Fincantieri-Cantieri Navali Italiana SpA dans leur chantier de Monfalcone, à Trieste, dans le nord-est de l'Italie. Le navire a été construit en deux moitiés dans une longue cale sèche. Les moitiés ont ensuite été flottées hors de la cale sèche et accouplées. Pendant l'opération d'accouplement, les moitiés étaient soutenues par des pontons temporaires.
L'accouplement de la coque était terminé au début de 1987 et les deux grues construites par Officine Meccaniche Reggiane en sous-traitance avec American Hoist & Derrick Company (Amhoist) ont été installées en sections par le navire-grue Castoro Otto de Saipem en avril de la même année. Les essais en mer, qui ont duré deux mois, ont commencé en septembre et le 15 décembre, le navire a été remis à la société d'industrie pétrolière et gazière offshore Micoperi.

## Description

### Concept
Le Saipem 7000, initialement nommé Micoperi 7000, a été conçu au milieu des années 1980 par ses propriétaires d'origine Micoperi comme un navire d'installation de plate-forme pétrolière offshore polyvalent qui serait également capable d'installer de très grands ponts de plate-forme de production pétrolière. comme les structures de support des ponts (appelées vestes) en utilisant ses deux très grandes grues entièrement tournantes. Il serait également en mesure de soutenir l'achèvement offshore de la plate-forme en fournissant l'hébergement et des ateliers pour les grandes équipes de construction. Les installations de plongée en saturation prendraient en charge les travaux de connexion sous-marine. La taille et la forme du navire semi-submersible lui permettraient de fonctionner dans des conditions météorologiques pires que les navires plus petits et de forme conventionnelle.
Avant l'introduction des grands navires-grues, les plates-formes pétrolières offshore étaient constituées de modules de 1.000 à 2 000 tonnes qui ont été soulevés individuellement par des plus petits navires-grues, puis connectés ensemble en mer, testés puis mis en service.

### Spécification d'origine

#### Transport lourd

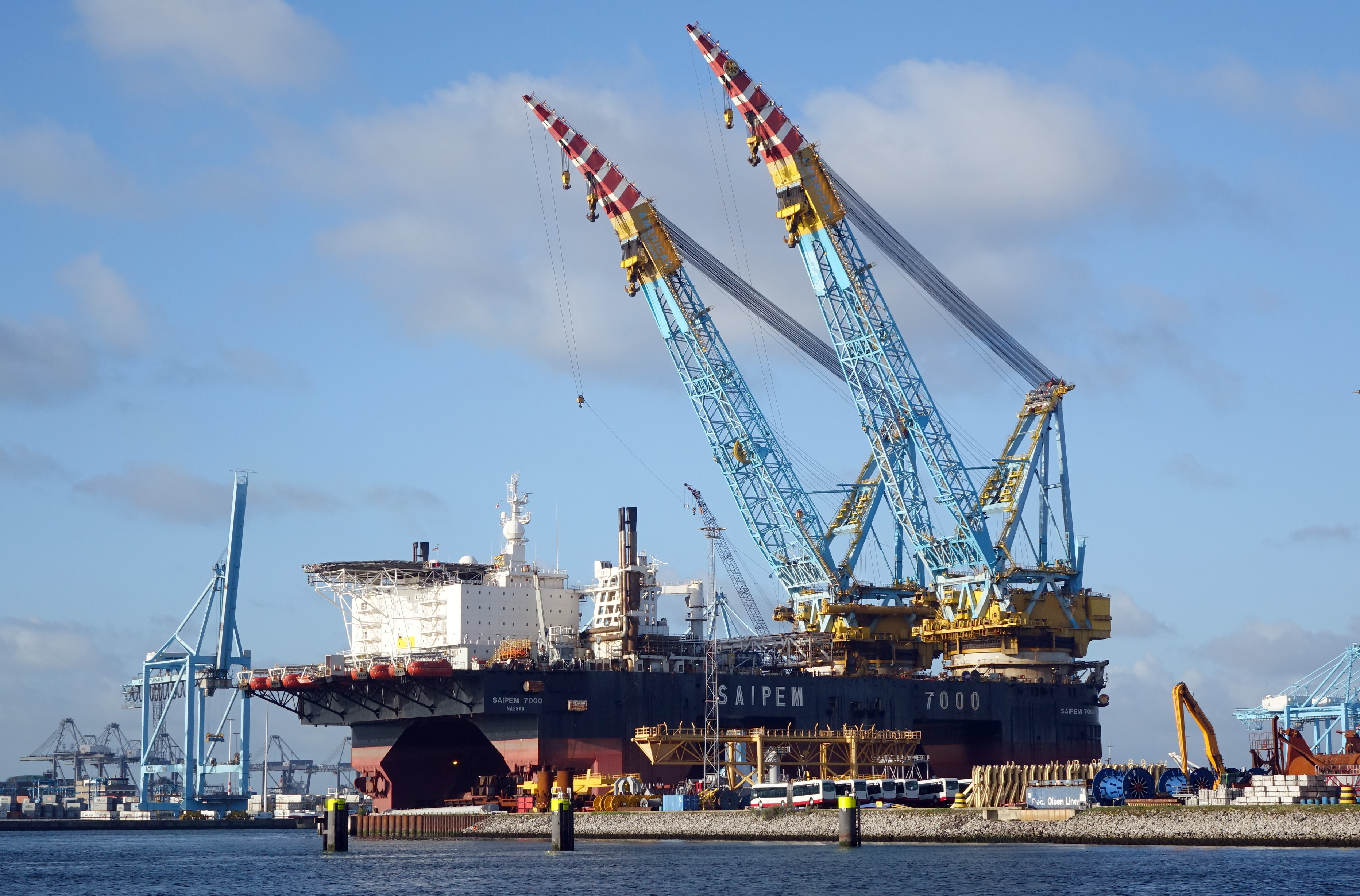
Les deux grues rotatives

Le Saipem 7000 est équipé de deux grues rotatives entièrement tournantes fournies par AmClyde, le principal fournisseur de grande grue pour poids lourds. Chacune a une flèche de 140 mètres de long équipée de 4 crochets. Chaque grue est capable de soulever jusqu'à 7 000 tonnes à un rayon de levage de 40 m à l'aide du crochet principal. Les capacités des crochets auxiliaires sont de  de 2 500 tonnes à 75 m de rayon (1re  grue auxiliaire) et de 900 tonnes à 115 m (2e grue auxiliaire).  Le crochet fouet (whip hook en anglais) a une capacité de 120 tonnes à 150 m. Le 2e crochet auxiliaire peut être déployé jusqu'à une profondeur d'eau de 450 m. Les deux grues rotatives sont capables d'un levage en tandem de 14 000 tonnes.
Chaque grue était équipée de moteurs de 15 600 ch (11 630 kW) pour alimenter la flèche et les palans de charge, 9 lignes de remorquage et le système de pivotement de la grue. Les grues utilisent 77 km de câbles métalliques de différents diamètres.

#### Système de ballast
Le Saipem 7000 était équipé de deux systèmes de ballast : un système de pompage conventionnel qui peut transférer jusqu'à 24 000 tonnes d'eau par heure à l'aide de 4 pompes et d'un système d'inondation. Le système d'inondation libre utilise des vannes de 2 m de diamètre pour ouvrir certains compartiments directement à la mer. Cela permet au navire de lever les cargaisons des barges beaucoup plus rapidement que si seuls les palans à grue sont utilisés.

#### Système de propulsion
La puissance principale du navire est fournie par huit moteurs diesel 12 cylindres de 8 400 ch construits par Grandi Motori Trieste, une ancienne société Fincantieri. Plus tard, Grandi Motori a été acheté par le finlandais Wärtsilä. Ils fournissent jusqu'à 47 000 kW de puissance électrique à 10 000 V 60 Hz pour la propulsion et le positionnement. La puissance auxiliaire est fournie par deux moteurs diesel GMT 6 cylindres de 4 200 ch (3 130 kW). Il y a aussi un générateur de secours.
La puissance totale pouvant être fournie est de 57 000 kilowatts (76 000 ch).

#### Système d'amarrage
Le navire a été fourni avec 16 lignes d'ancrage, 4 à chaque coin. Chaque ligne se compose de 3 350 m de câble métallique de 96 mm, de 50 m de chaîne de 92 mm et d'une ancre North-shore Mark 3 de 40 tonnes. Chaque ligne possède son propre treuil monocylindre de 1 350 kilowatts (1 810 ch). Le système d'amarrage peut être utilisé à des profondeurs d'eau allant jusqu'à 450 m.
Le Saipem 7000 est également équipé de deux guindeaux d'ancre équipés de 550 m de chaîne de 130 mm et d'ancre de 35 tonnes.

#### Propulseurs
Le navire est équipé de 12 propulseurs (6 sur chaque côté de la coque). Ils sont, par côté :
- 1 propulseur d'étrave de 2 500 kW (3 400 ch) dans les tunnels du navire
- 2 propulseurs azimutaux escamotables de 3 500 kW (4 700 ch) sous la coque
- 2 propulseurs azimutaux de 4 500 kW (6 000 ch) à l'arrière (utilisés lors du transit)
- 1 propulseur azimutal rétractable de 5 500 kW (7 400 ch) sous la coque (ajouté lors du radoub de 1999)

#### Système de positionnement dynamique
Le navire est équipé d'un système de positionnement dynamique qui utilise soit les propulseurs, soit le système d'amarrage ou une combinaison des deux, contrôlé par un certain nombre d'ordinateurs, pour maintenir le navire dans un emplacement prédéfini.

#### Équipement de plate-forme
- Deux marteaux hydrauliques Menck & Hambrock MHU 3000 capables d'une énergie d'impact de 3000 kJ.
- Deux marteaux hydrauliques Menck MHU 1 700 kJ.
- Deux marteaux hydrauliques Menck MHU 1 000 kJ.
- Deux marteaux hydrauliques Menck MHU 600 kJ.
- Un marteau hydraulique Menck MHU 220 kJ.
- Un marteau hydraulique Menck MHU 195 kJ.
- Deux blocs d'alimentation sous-marins.
- Un compensateur de marteau hydraulique.
- Différents marteaux à vapeur Menck et leurs chaudières associées.
- Seize élingues à câble de 35 cm de diamètre et 60 m de long.
- Un système de plongée en saturation conteneurisé de 14 hommes qui peut être déplacé vers l'une des trois moon pool du navire.
- Deux systèmes de nivellement, de 66" à 72" de diamètre avec une capacité de 900 tonnes chacun.
- Deux systèmes de nivellement externes de 1 000 tonnes chacun.
- Abandonment/Recovery system[3] avec double treuil cabestan, capacité de 2 000 tonnes chacun.

#### Équipement de pont de manutention
- Une grue sur chenilles Kobelco d'une capacité de 70 tonnes
- Une grue sur pneus hydraulique d'une capacité de 35 tonnes
- Deux chariots élévateurs d'une capacité de 5 tonnes chacun

#### Hébergement

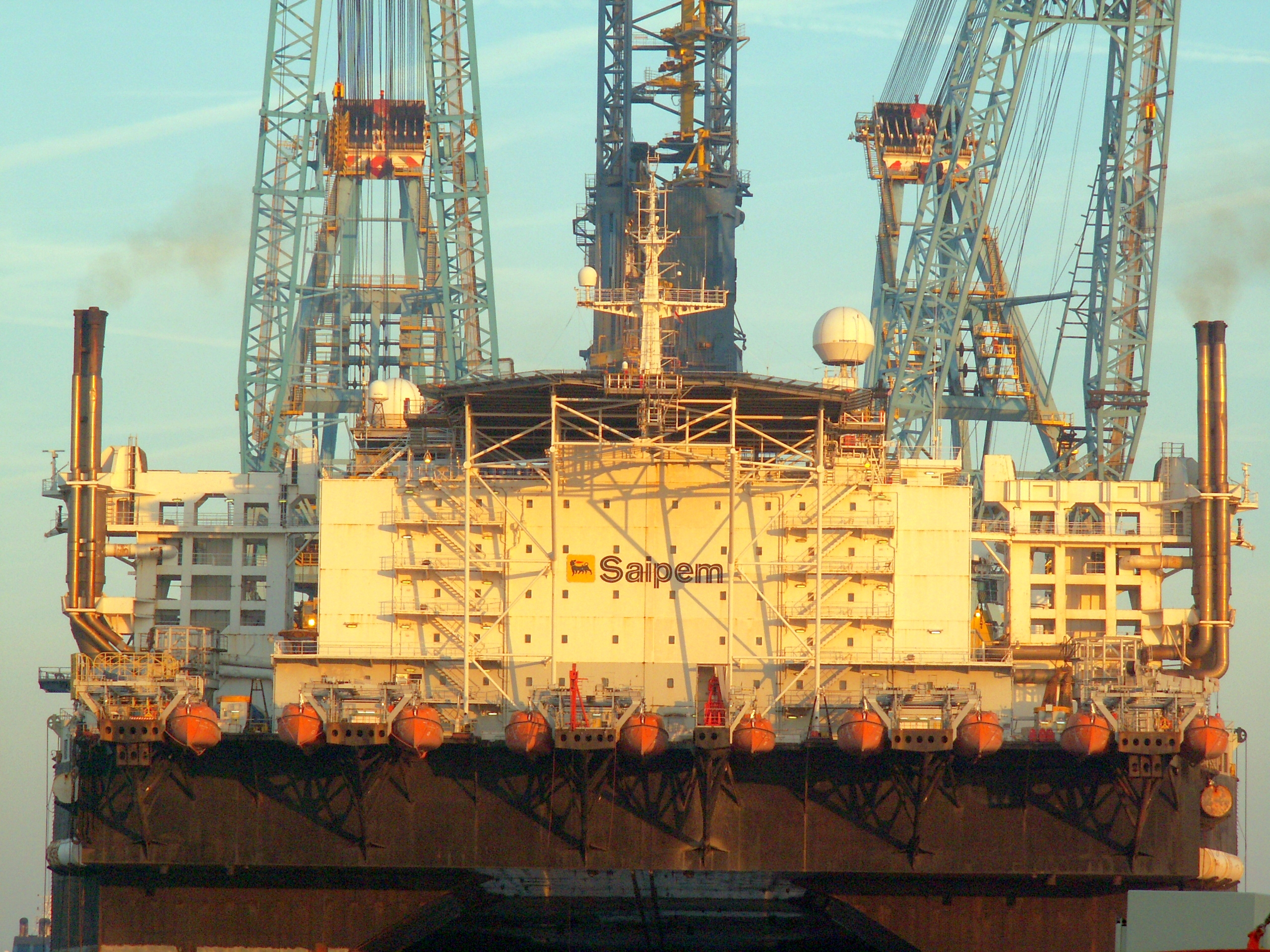
Hebergement du Saipem 7000

Le logement conçu pour 800 personnes comprend 30 cabines triples, 335 cabines doubles, 35 simples et 5 suites. Le logement contient également un grand restaurant, un hôpital, le cinéma et les salons.
Le navire est doté d'une hélisurface pour accueillir 2 hélicoptères Boeing CH-47 Chinook.

### Réaménagement du navire
Au cours de l'hiver 1999/2000, le Saipem 7000 a subi une refonte refit pour améliorer son positionnement et ses systèmes d'alimentation et ajouter un système J-Lay de pose de canalisations.

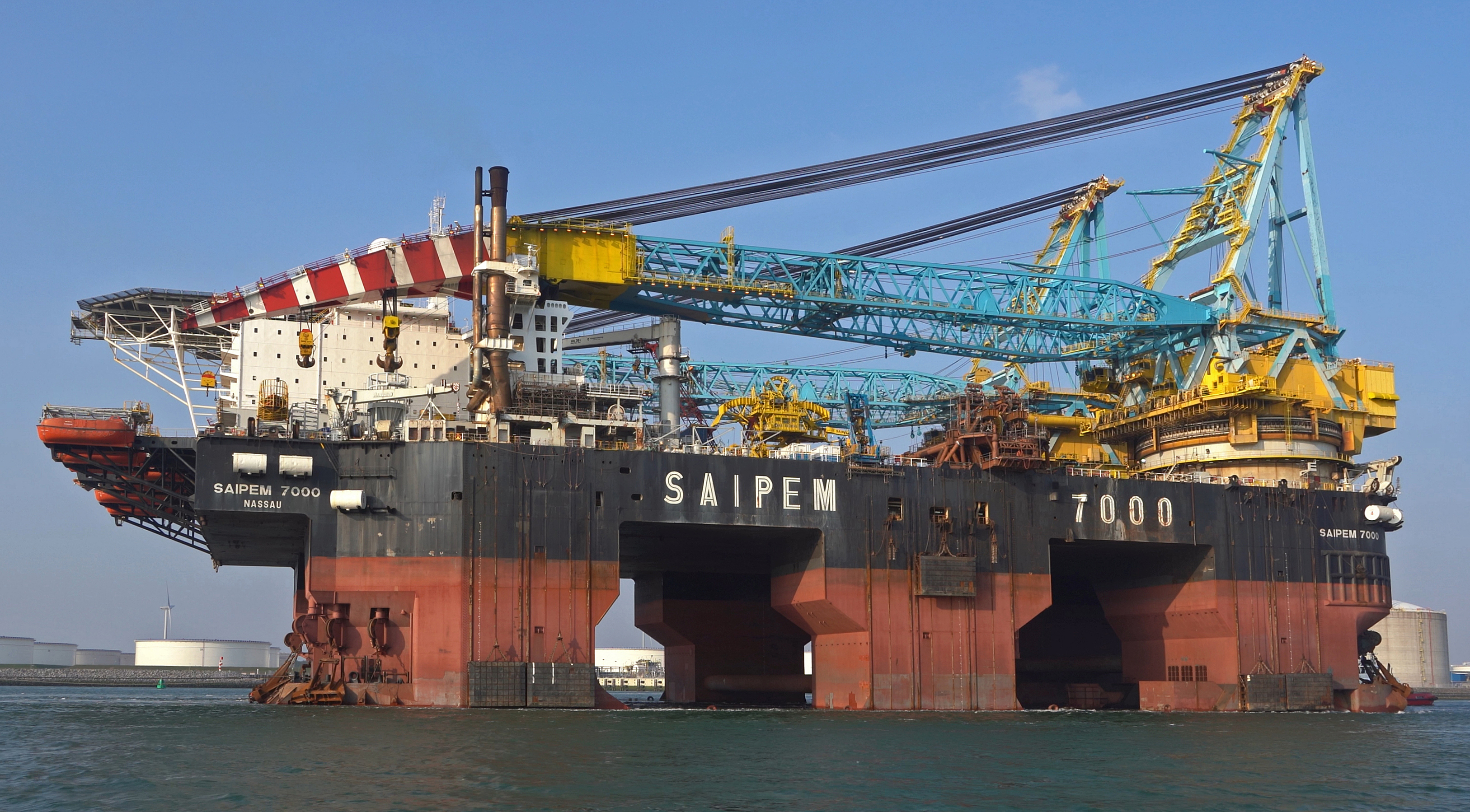
Saipem 7000 en 2019

Le système d'alimentation a été amélioré pour fournir jusqu'à 70 000 kW à l'aide de 12 générateurs diesel. Pour améliorer la résilience du navire, les générateurs sont répartis entre quatre salles des machines distinctes.
Deux propulseurs azimutaux rétractables de 5 500 kW ont été ajoutés, un sous la partie avant de chaque coque. Les ordinateurs de contrôle du système DP ont également été remplacés.
Les structures de la coque, du pont et du pont ont été modifiées pour accepter la tour J-Lay conçue par Gusto et son équipement de support. La tour J-Lay peut poser des tuyaux de 4 "à 32" de diamètre avec une tension allant jusqu'à 525 tonnes en utilisant les tendeurs et jusqu'à 2 000 tonnes en utilisant des pinces à friction. Le pont de travail peut être utilisé pour stocker jusqu'à 10 000 tonnes de tuyaux.
Pour laisser de l'espace pour l'équipement accru, certains éléments de la spécification d'origine ont été supprimés, notamment 2 treuils d'ancre de la proue, tous les bassins lunaires et les chaudières utilisées pour fournir de la vapeur aux marteaux à vapeur.

## Opérations

### Missions

#### Micoperi
Le premier travail du navire était pour Petrobras, la compagnie pétrolière d'État brésilienne. Le projet consistait en l'installation de 7 plates-formes dans le Campos Basin (en). Au cours de ce projet, le Micoperi 7000 a également été impliqué dans la lutte contre un incendie de puits sur la plate-forme Enchova. Le Micoperi 7000 s'est ensuite rendu dans le golfe du Mexique où il a installé une plate-forme pour Conoco. En 1989, le Micoperi 7000 est arrivé pour la première fois en mer du Nord où il a réalisé plusieurs projets dans le secteur norvégien de la mer du Nord. C'étaient les plateformes Gyda pour BP, le Togi Template pour Norsk Hydro et la plate-forme Veslefrikk pour Statoil. En 1990 et 1991, le Micoperi a été utilisé dans la construction et l'assemblage de la plate-forme Mossgas FA au large de la côte sud de l'Afrique du Sud.

#### Saipem

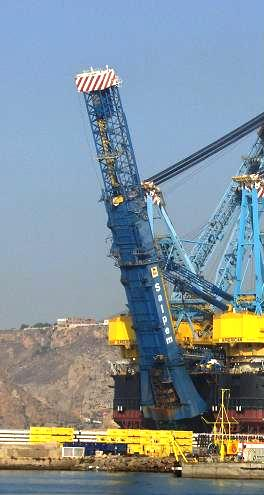
Tour de pose J-Lay

Puis Micoperi eut des difficultés financières car le bas prix du pétrole qui prévalait à la fin des années 1980 limitait les investissements des compagnies pétrolières. En 1991, Micoperi a été contraint de vendre un certain nombre de ses principaux actifs, dont le Micoperi 7000, à un autre entrepreneur italien Saipem qui a pris en charge la gestion du navire tout en conservant l'équipage du navire et le soutien technique à terre. Saipem a renommé le navire Saipem 7000.
Le navire a continué de travailler, installant des plates-formes de production de pétrole et de gaz, dans la mer du Nord, dans le golfe du Mexique, au large de la côte est canadienne et sur la côte ouest de l'Afrique pendant les années 1990. Il a également participé au retrait de la plate-forme Odin d'Esso. À la fin des années 1990, Saipem a planifié une mise à niveau du système de positionnement dynamique des navires et l'installation d'un système de pose J-Lay.
Le Saipem 7000 a réalisé 4 projets de canalisations en J-Lay : Diana, Blue Stream, Ormen Lange et Medgaz, mais son travail principal reste le transport lourd en mer du Nord et dans le golfe du Mexique. Cela comprend à la fois l'installation et le retrait de plate-forme et l'ajout de modules aux plates-formes existantes.

### Records de levage et de pose de canalisations
Le Saipem 7000 a établi le record mondial de levage en mer de 12 150 tonnes pour la plateforme Sabratha  en Méditerranée. Un record local pour le golfe du Mexique a été établi avec les 10 473 tonnes du projet PB-KU-A2. En juillet 2010, le Saipem 7000 a battu un autre record du monde en élevant le nouveau BP Valhall Production & Hotel Facility d'environ 11 600 tonnes en position dynamique.  Le précédent record du monde établi à Sabratha a été réalisé sur le système d'ancrage du navire. Les premier et troisième records ont été battus le 7 septembre 2019 lorsque le Sleipnir a soulevé le module de pont Leviathan de 15 300 tonnes pour Noble Energy.
Le Saipem 7000 a posé le pipeline de 24 pouces pour le projet Blue Stream entre la Russie et la Turquie jusqu'à la profondeur record de 2 150 mètres dans la mer Noire. Celui-ci a été brisé fin 2005 par le Balder qui a posé un pipeline à 2 200 mètres, pourtant Balder a été surpassée en 2014 par une autre barge de Saipem, le Saipem FDS 2, qui a posé un autre pipeline de 24 pouces à 2 250 mètres au large du Brésil.